# Liste der Flaggen im Alb-Donau-Kreis
Diese Liste beinhaltet alle Flaggen im Alb-Donau-Kreis in Baden-Württemberg.
In Baden-Württemberg werden zweibahnige Flaggen verliehen, deren Farben den Wappenfarben entsprechen. Dabei wird oft als erste Farbe der Flagge (links vom Betrachter) die Farbe der Wappenfigur und als zweite Farbe die des Wappengrundes genommen. Flaggen, die vor Inkrafttreten der deutschen Gemeindeordnung 1935 geführt wurden, dürfen beibehalten werden, auch wenn diese nicht den heutigen Bestimmungen in Baden-Württemberg entsprechen. Nicht alle Kommunen halten sich an die Vorschriften, mache wechseln die Farben oder benutzen nur einfarbene Flaggen. Es gibt auch ungenehmigte Flaggen.

## Alb-Donau-Kreis
| Landkreis       | Flagge | Kommentare |
| Alb-Donau-Kreis |        | Wappen des ehemaligen Landkreises Ulm im Jahre 1954 verliehen, dem Alb-Donau-Kreis am 5. November 1975 vom Innenministerium verliehen: „In Silber ein doppelköpfiger schwarzer Adler, belegt mit einem gespaltenen Brustschild, darin vorne in Gold drei liegende schwarze Hirschstangen übereinander, hinten fünfmal von Rot und Silber schräg geteilt.“ Flagge: Schwarz-Gelb. |

## Flaggen der Städte im Alb-Donau-Kreis
| Städte          | Flagge | Kommentare |
| Blaubeuren      |        | Wappen im Jahre 1471 vom Kaiser Friedrich III. verliehen: „In Gold (Gelb) ein blau gekleideter Mann mit grünem Kranz im Haar, in jeder Hand eine aufgerichtete, mit den Sprossen auswärts weisende schwarze Hirschstange haltend.“ Flagge: Blau-Gelb. |
| Blaustein       |        | Wappen und Flagge am 30. Mai 1978 vom Landratsamt Alb-Donau-Kreis verliehen: „In gespaltenem Schild vorne in Gold (Gelb) drei gestürzte schwarze Wolfsangeln übereinander, hinten in Schwarz pfahlweise ein mit der Schallöffnung nach oben weisendes goldenes (gelbes) Hifthorn mit zum Schildrand gerichteter goldener (gelber) Fessel.“ Flagge: Gelb-Schwarz. |
| Dietenheim      |        | Wappen in Siegel von 1471. Wappen zeitweilig verändert in Anlehnung an Wappenscheibe aus dem späten 16. Jahrhundert, die den figurengleichen, seitenverkehrten und teilweise andersfarbigen Schild der Grafen von Kirchberg-Brandenburg zeigt. Wappen in ältester Form und Flagge am 31. August 1973 vom Innenministerium verliehen: „In gespaltenem Schild vorne in Rot ein silberner (weißer) Balken, hinten in Silber (Weiß) ein halber, rot bewehrter schwarzer Adler am Spalt.“ Flagge: Weiß-Rot. |
| Ehingen (Donau) |        | Fünfmal schräggeteiles Wappen der Grafen von Berg im Siegel seit 1304. Seit dem 18. Jahrhundert erscheinen zuerst vereinzelt, später durchgängig Wappen mit drei roten Schrägbalken anstatt fünffacher Schrägteilung. Wappen in ursprünglicher Form am 19. Februar 1979 vom Regierungspräsidium Tübingen verliehen: „Von Silber (Weiß) und Rot fünfmal schräg geteilt.“ Flagge: Weiß-Rot |
| Erbach          |        | Löwe in Siegelabdrücken seit dem 16. Jahrhundert. Schildteilung in Siegeln des 17. Jahrhunderts. Nach einigen Variierungen des Wappens wurde Schildteilung durch Gemeinderatsbeschluss vom 30. September 1954 wieder eingeführt und Tingierung festgelegt. Flagge am 12. November 1981 vom Landratsamt Alb-Donau-Kreis verliehen: „Geteilt von Gold über Rot, ein steigender Löwe in verwechselten Farben.“ Flagge: Gelb-Rot.                                                                          |
| Laichingen      |        | Wappenschild mit Egge in seit 1510 belegten Siegeln. Wappen 1914 als Schwarz-Weiß-Darstellung eingeführt, Tingierung 1922 festgelegt: „In Blau eine goldene (gelbe) Egge.“ Flagge: Gelb-Blau. |
| Langenau        |        | Wappen und Flagge seit 1886 belegt: „In geteiltem, unten gespaltenem Schild oben in Gold (Gelb) ein springendes schwarzes Ross, darunter vorne in Rot an drei Ringen hängend eine dreilatzige, golden (gelb) befranste silberne (weiße) Fahne, hinten von Schwarz und Silber (Weiß) geteilt.“ Flagge: Schwarz-Weiß. |
| Munderkingen    |        | Linkshin aufgerichteter Löwe mit Stern oben rechts in den ältesten, seit 1289 belegten Siegeln. Richtung des Löwen, sowie Position und Farbe des Sterns änderten sich, zeitweilig erschien ein Dreiberg im Wappen. Heutiges Wappen am 21. Oktober 1957 vom Innenministerium verliehen: „In Silber ein golden gekrönter roter Löwe, rechts oben begleitet von einem sechsstrahligen roten Stern.“ Flagge: Rot-Weiß.                                                                                     |
| Schelklingen    |        | Wappen Schelklingens basiert auf Wappen der Grafen von Berg-Schelklingen. Schräglinksteilung setzte sich im 17. Jahrhundert durch. Wappen und Flagge am 31. Januar 1980 vom Landratsamt verliehen: „Von Rot und Silber (Weiß) fünfmal schräglinks geteilt.“ Flagge: Rot-Weiß. |

## Flaggen der Gemeinden im Alb-Donau-Kreis
| Städte           | Flagge | Kommentare |
| Allmendingen     |        | Wappen in Dienstsiegel von 1930 zeigt unter silbernem, mit schwarzer Hirschstange belegtem Schildhaupt in Gold ein steigendes schwarzes Ross. Heutiges Wappen mit Flagge am 26. September 1956 vom Innenministerium verliehen: „Unter blauem Schildhaupt, darin drei goldene (gelbe) Kugeln, in Silber (Weiß) ein steigendes, rot bezungtes schwarzes Ross.“ Flagge: Schwarz-Weiß. |
| Altheim          |        | Vor 1945 waren Briefaufdrucke mit Abwandlung des Wappens (Kugeln auf schwarzem Grund unter goldenem, mit Hirschstange belegtem Schildhaupt) in Gebrauch. Heutiges Wappen mit Flagge am 24. August 1957 vom Innenministerium verliehen: „Unter silbernem (weißem) Schildhaupt, darin ein blauer Dornenbalken, drei (2:1) silberne (weiße) Kugeln.“ Flagge: Weiß-Blau. |
| Amstetten        |        | Wappen und Flagge am 7. März 1958 vom Innenministerium verliehen: „In Silber (Weiß) das abwärts weisende schwarze Blatt einer Schäferschippe, belegt mit einem fünfspeichigen silbernen (weißen) Rad.“ Flagge: Schwarz-Weiß. |
| Asselfingen      |        | Wappen im Jahre 1928 von der Gemeinde bestimmt. Flagge am 27. Juli 1976 vom Landratsamt Alb-Donau-Kreis verliehen: „In Silber (Weiß) ein schwarzes Fallgatter mit 5 Zähnen und 2 Querstäben (ohne Ringe und Ketten).“ Flagge: Schwarz-Weiß. |
| Ballendorf       |        | |
| Balzheim         |        | Wappen und Flagge am 21. August 1979 vom Landratsamt Alb-Donau-Kreis verliehen: „In Blau auf goldenem (gelbem) Dreiberg ein goldenes (gelbes) Kirchturmkreuz, oben und beiderseits mit je einer goldenen (gelben) Eichel besteckt.“ Flagge: Gelb-Blau. |
| Beimerstetten    |        | Vor dem Zweiten Weltkrieg beschaffte Siegel zeigten Wappenfiguren in schildförmiger Umrahmung. Wappen und Flagge am 5. Oktober 1981 vom Landratsamt Alb-Donau-Kreis verliehen: „In Silber (Weiß) auf grünem Boden ein natürlicher Birnbaum mit fünf (1:2:2) natürlichen Birnen.“ Flagge: Grün-Weiß. |
| Berghülen        |        | |
| Bernstadt        |        | Wappen im Jahre 1931 angenommen. Flagge am 15. Januar 1982 vom Landratsamt Alb-Donau-Kreis verliehen: „In Gold (Gelb) ein aufgerichteter, rot bewehrter und rot bezungter schwarzer Bär.“ Flagge: Schwarz-Gelb. |
| Börslingen       |        | Es ist keine Flagge bekannt |
| Breitingen       |        | Wappen und Flagge am 13. November 1956 vom Innenministerium verliehen: „In geteiltem Schild oben in Grün ein silberner (weißer) Rautenkranz, unten in Gold (Gelb) ein blauer Wellenpfahl.“ Flagge: Weiß-Grün. |
| Dornstadt        |        | Patriarchenhochkreuz aus dem Wappen der ehemaligen Gemeinde Dornstadt; Schwert aus dem Wappen der ehemaligen Gemeinde Tomerdingen, seit 1774 dessen Marktzeichen. Wappen und Flagge am 17. Februar 1976 vom Landratsamt Alb-Donau-Kreis verliehen: „Unter blauem Schildhaupt, darin ein linkshin liegendes goldenes (gelbes) Schwert, in Gold (Gelb) ein aus dem Unterrand emporkommendes schwarzes Patriarchenhochkreuz.“ Flagge: Blau-Gelb.                                                                             |
| Emeringen        |        | Wappen und Flagge am 16. Juni 1982 vom Landratsamt Alb-Donau-Kreis verliehen: „In Blau über einem goldenen (gelben) Dreiberg sieben (3:4) sechsstrahlige goldene (gelbe) Sterne.“ Flagge: Gelb-Blau. |
| Emerkingen       |        | |
| Griesingen       |        | Wappen und Flagge am 28. März 1961 vom Innenministerium verliehen: „In Blau ein von Rot und Silber (Weiß) geteilter Schrägbalken, darunter eine, darüber zwei goldene (gelbe) Kugeln.“ Flagge: Gelb-Blau. |
| Grundsheim       |        | Viertes Feld des gräflich bissingen-nippenburgischen Wappens mit differenzierendem Schildhaupt im Jahre 1930 als Wappen festgelegt. Flagge am 12. November 1981 vom Landratsamt Alb-Donau-Kreis verliehen: „Unter silbernem (weißem) Schildhaupt in Rot ein am linken Schildrand aus silberner (weißer) Wolke hervorbrechender silbern (weiß) gerüsteter Rechtarm, mit der silbern (weiß) gerüsteten Hand eine silberne (weiße) Tulpe an schräglinkem grünem Stengel mit zwei grünen Blättern haltend.“ Flagge: Weiß-Rot. |
| Hausen am Bussen |        | |
| Heroldstatt      |        | Wappen und Flagge am 8. November 1974 vom Innenministerium verliehen: „In Blau ein silberner (weißer) Dornenschrägbalken, beiderseits begleitet von je zwei sechsstrahligen goldenen (gelben) Sternen.“ Flagge: Gelb-Blau. |
| Holzkirch        |        | Wappen am 2. Mai 1956 vom Innenministerium, Flagge am 15. Januar 1982 vom Landratsamt Alb-Donau-Kreis verliehen: „In Rot auf grünem Boden eine eintürmige silberne (weiße) Kirche, unten überdeckt von einer durchgehenden silbernen (weißen) Quadermauer mit verschlossenem Tor.“ Flagge: Weiß-Rot. Es ist keine Flagge bekannt. |
| Hüttisheim       |        | Wappen am 12. September 1955 von der Landesregierung, Flagge am 11. Januar 1982 vom Landratsamt Alb-Donau-Kreis verliehen: „In einem von Blau und Silber (Weiß) geteilten Schild ein schräglinker Abtsstab in verwechselten Farben.“ Flagge: Blau-Weiß. |
| Illerkirchberg   |        | Wappen und Flagge am 11. Juli 1973 vom Innenministerium verliehen: „In gespaltenem Schild vorne in Gold (Gelb) eine aus einem grünen Dreiberg wachsende, nach links gewendete, rot gekleidete und rot gekrönte Mohrin (Ecclesia), in der Linken eine rote Mitra haltend, hinten in Schwarz ein doppelarmiges goldenes (gelbes) Kreuz (Patriarchenhochkreuz).“ Flagge: Rot-Gelb. |
| Illerrieden      |        | Wappen und Flagge am 11. November 1975 vom Innenministerium verliehen: „In Silber (Weiß) ein durchgehendes schwarzes Kreuz, oben rechts und unten links von einer roten Lilie, oben links und unten rechts von einer blauen Lilie bewinkelt.“ Flagge: Schwarz-Weiß. |
| Lauterach        |        | Wappen und Flagge am 8. März 1957 vom Innenministerium verliehen: „In Blau eine schwimmende silberne (weiße) Forelle mit roten Punkten und roten Flossen, überdeckt von einem aus dem Unterrand emporkommenden goldenen (gelben) Abtsstab.“ Flagge: Weiß-Blau. |
| Lonsee           |        | Wappen und Flagge am 18. Juni 1982 vom Landratsamt Alb-Donau-Kreis verliehen: „In Rot eine pfahlweis gestellte silberne (weiße) Forelle.“ Flagge: Weiß-Rot. |
| Merklingen       |        | Wappen am 17. November 1952 von der vorläufigen Landesregierung, Flagge am 6. Oktober 1981 vom Landratsamt Alb-Donau-Kreis verliehen: „In Grün auf einem dreimal von Grün und Silber (Weiß) geteilten und viermal ebenso gespaltenen Berg ein silbern (weiß) gedecktes, mit einem Eingang und zwei Fenstern versehenes achteckiges silbernes (weißes) Häuschen.“ Flagge: Weiß-Grün. |
| Neenstetten      |        | Wappen am 3. Oktober 1955 von der Landesregierung, Flagge am 15. Januar 1982 vom Landratsamt Alb-Donau-Kreis verliehen: „In einem von Schwarz und Silber (Weiß) gespaltenen Schild hinten zwei schräg gekreuzte schwarze Doppelhaken mit nach außen weisenden Spitzen (‚Wolfsangeln‘).“ Flagge: Schwarz-Weiß. Ein Foto von der Gemeinde zeigt eine weiß-schwarze Flagge. |
| Nellingen        |        | Wappen auf Vorschlag der Archivdirektion Stuttgart vom Jahr 1918 von der Gemeinde angenommen. Flagge am 26. Oktober 1981 vom Landratsamt Alb-Donau-Kreis verliehen: „In Gold (Gelb) ein aufrecht sitzender, rot bezungter schwarzer Bär.“ Flagge: Schwarz-Gelb. |
| Nerenstetten     |        | Wappen am 21. Februar 1955 von der Landesregierung, Flagge am 25. Juli 1984 vom Landratsamt Alb-Donau-Kreis verliehen: „Von Gold (Gelb) und Rot im Zinnenschnitt erhöht geteilt, unten eine goldene (gelbe) Lilie.“ Flagge: Gelb-Rot. |
| Oberdischingen   |        | |
| Obermarchtal     |        | |
| Oberstadion      |        | Wappen der Grafen von Stadion in Gemeindesiegeln seit 1936. Wappen am 21. Januar 1954 vom Innenministerium, Flagge am 27. Januar 1982 vom Landratsamt Alb-Donau-Kreis verliehen: „In Schwarz drei gestürzte goldene (gelbe) Wolfsangeln.“ Flagge: Gelb-Schwarz. |
| Öllingen         |        | Wappen am 21. Februar 1955 von der Landesregierung, Flagge am 1. Oktober 1984 vom Landratsamt Alb-Donau-Kreis verliehen: „In Rot ein aufgerichteter silberner (weißer) Löwe, in den Vorderpranken ein silbernes (weißes) Hochkreuz haltend.“ Flagge: Weiß-Rot. |
| Öpfingen         |        | Wappen am 13. Februar 1951 vom Innenministerium Württemberg-Hohenzollern, Flagge am 27. Dezember 1957 vom Innenministerium verliehen: „In Gold (Gelb) ein schwarzer Schrägbalken.“ Flagge: Blau-Gelb. |
| Rammingen        |        | Wappen der Herren von Rammingen seit 1938 im Gemeindesiegel. Tingierung basierend auf Adelswappen seit 1954 festgelegt. Flagge am 4. Juni 1982 vom Landratsamt Alb-Donau-Kreis verliehen: „In Rot ein aufgerichteter, schwarz gehörnter silberner (weißer) Widder (Ramm).“ Flagge: Weiß-Rot. |
| Rechtenstein     |        | Dienstsiegel aus den dreißiger Jahren zeigen Wappen mit dem einem Deutschordenskreuz aufgelegten gevierten Schild der Freiherren bzw. Grafen von Stain zum Rechtenstein. Wappen und Flagge am 3. August 1957 vom Innenministerium verliehen: „In Silber (Weiß) ein durchgehendes rotes Kreuz, belegt mit einem goldenen (gelben) Herzschild, darin drei gestürzte schwarze Wolfsangeln übereinander.“ Flagge: Rot-Weiß.                                                                                                   |
| Rottenacker      |        | |
| Schnürpflingen   |        | Wappen und Flagge am 21. Dezember 1956 vom Innenministerium verliehen: „In Rot ein silbernes (weißes) Hirschgeweih mit silbernem (weißem) Grind, aus dem eine silberne (weiße) Tanne wächst.“ Flagge: Weiß-Rot. |
| Setzingen        |        | Wappen am 14. Juli 1948 vom Ministerrat Württemberg-Baden, Flagge am 15. Januar 1982 vom Landratsamt Alb-Donau-Kreis verliehen: „In einem von Silber (Weiß) und Schwarz gespaltenen Schild vorne eine abgeschnittene grüne Kornähre mit zwei vom grünen Halm ausgehenden grünen Blättern.“ Flagge: Grün-Weiß. Ein Foto von der Gemeinde zeigt eine weiß-grüne Flagge. |
| Staig            |        | Wappen und Flagge am 7. Februar 1979 vom Landratsamt Alb-Donau-Kreis verliehen: „In von Silber (Weiß) und Rot erhöht geteiltem Schild oben eine fünfzackige rote Heidenkrone mit drei blauen Steinen im Stirnreif, unten aus dem Unterrand emporkommend ein 1:2 gequaderter silberner (weißer) Steinberg, aus dem ein goldener (gelber) Rebzweig mit zwei goldenen (gelben) Blättern wächst.“ Flagge: Gelb-Rot. |
| Untermarchtal    |        | Wappen am 4. August 1948 vom Innenministerium Württemberg-Hohenzollern, Flagge am 17. Februar 1982 vom Landratsamt Alb-Donau-Kreis verliehen: „In Blau drei schräglinks übereinander liegende silberne (weiße) Wolfsfangeisen (Dietriche).“ Flagge: Weiß-Blau. Ein Foto von der Gemeinde zeigt eine blau-weiße Flagge. |
| Unterstadion     |        | Wappen und Flagge am 15. März 1979 vom Landratsamt Alb-Donau-Kreis verliehen: „In Gold (Gelb) über einem blauen Wellenbalken ein schwarzer Römerhelm, darunter eine schwarze Wolfsangel.“ Flagge: Blau-Gelb. |
| Unterwachingen   |        | Wappen und Flagge am 9. Juli 1987 vom Landratsamt Alb-Donau-Kreis verliehen: „In geteiltem Schild oben in Silber (Weiß) ein roter Doppelhaken (N mit spitzen Enden), unten in Rot schräg gekreuzt ein silberner (weißer) Schlüssel (Bart oben, nach außen) und ein silbernes (weißes) Schwert.“ Flagge: Rot-Weiß. |
| Weidenstetten    |        | Wappen im Jahre 1930 angenommen. Flagge am 31. März 1976 vom Landratsamt Alb-Donau-Kreis verliehen: „In Silber (Weiß) auf grünem Dreiberg ein grüner Weidenbaum mit schwarzem Stamm.“ Flagge: Grün-Weiß. |
| Westerheim       |        | Wappen in Siegelabdrücken um 1800, im Jahre 1935 wieder aufgegriffen: „In Silber (Weiß) zwei schräg gekreuzte schwarze Doppelhaken (die Spitzen jeweils an den Seiten aufwärts und abwärts weisend einander zugekehrt), bewinkelt von vier sechsstrahligen roten Sternen.“ Flagge: Schwarz-Rot. |
| Westerstetten    |        | Wappen des Ortsadels mit vertauschten oberen Feldern in Siegeln seit dem späten 19. Jahrhundert. Heutiges Wappen im Jahre 1956 vom Innenministerium bestätigt. Flagge am 2. August 1974 vom Innenministerium verliehen: „In geteiltem Schild oben von Silber (Weiß) und Rot gespalten, unten Blau.“ Flagge: Weiß-Blau. Ein Foto von der Gemeinde zeigt eine blau-weiße Flagge. |